# 歐洲安全戰略
《歐洲安全戰略》（英語：European Security Strategy）是歐洲聯盟明確其安全戰略的文件，旨在更美好的世界中實現安全的歐洲，由共同外交與安全政策高級代表哈維爾·索拉納授權制定，2003年12月13日在布魯塞爾歐盟高峰會通過。內容將恐怖主義、大規模殺傷性武器擴散、區域衝突、失敗國家和組織犯罪視為歐洲的主要威脅，並呼籲歐盟周圍地區的穩定和良好治理，加強以多邊主義為基礎的世界秩序。歐洲安全戰略於2016年由《歐盟全球戰略》取代。